# Губно-губні приголосні

Місце творення губно-губних приголосних.

Гу́бно-губні́ при́голосні — у фонетиці група приголосних звуків, що мають однакове місце творення: при їхній вимові задіяні обидві губи. Інша назва — білабіа́льні при́голосні (лат. bilabialis — «двогубий»). У приблизно 0,7 % мов світу губно-губні не вживаються (клінкіт, онейда, вічита та інші індіанські мови).

## Губно-губні приголосні
- [m] (м) — дзвінкий губно-губний носовий
- [m̥] (твердий м) — глухий губно-губний носовий
- [p] (п) — глухий губно-губний проривний
- [b] (б) — дзвінкий губно-губний проривний
- [ɸ] (твердий ф) — глухий губно-губний фрикативний
- [β] (б-в) — дзвінкий губно-губний фрикативний
  - [β̞] (твердий б) — губно-губний апроксимант
- [ʙ] (б-бр) — губно-губний дрижачий
- [ⱱ̟] / [ⱳ] (в) — губно-губний одноударний
- [ʘ] — губно-губний клік